# 朱富
朱 富（しゅ ふう）は、中国の小説で四大奇書の一つである『水滸伝』の登場人物。
梁山泊第九十三位の好漢。地蔵星の生まれ変わりで朱貴の弟。慇懃柔和な態度だが腹の中では何を考えているか判らない物騒な人物と評され、笑面虎（しょうめんこ）と渾名される。居酒屋の店主で、武芸の師匠である李雲を痺れ酒で盛り潰すなどしているが、その後危険を冒して謝罪と向後の手助けをするなど義理堅い面もある。一応槍棒の武芸を習っているが、梁山泊ではもっぱら事務方の仕事や醸造を担当。

## 生涯
沂水県の西門外にある居酒屋の家に生まれ、兄の朱貴が早くに家を出て梁山泊の盗賊になっていたので、代わって家業を継いでいた。ある時、その兄が同郷の仲間李逵を伴って家に戻ってきた。聞けば、李逵が故郷の母親を山に迎えに行くので、その目付け役として土地鑑のある朱貴がついてきたとの事、朱富は喜んで二人をもてなし、翌朝李逵は故郷の百丈村へ出発、朱富は兄とともに到着を待った。ところが数日の後、急報が舞い込む。李逵の母親は人食い虎に食われてしまい、李逵が怒りに任せて虎の一家を退治したのだが、それが原因で盗賊の素性がばれてしまい、自身の武芸の師である都頭（捕り方の役人）・李雲に捕縛されたという。そこで朱富は兄と相談して、護送の李雲一行を持て成して痺れ薬を盛り、李逵を奪還する事を計画、成功させるが、朱富は李雲に恩義があるため護送に失敗した李雲の身を案じて、兄だけを梁山泊へ行かせ自分は街道で李雲を待った。案の定、目を覚ました李雲が追いかけてきたが、朱富は誠心誠意詫びた上で、梁山泊入山を薦め、李雲もこれを承諾し李逵と三人で梁山泊へ向かった。
梁山泊入山後は金銭糧秣の管理、宴席の差配、続いて醸造及び酒類の管理の責任者と居酒屋の店主という前歴を踏まえた役職を転々とし、百八星集結後も引き続き醸造管理を担当。官軍との戦いや朝廷への帰順後の各地の戦役でも、裏方の仕事に徹しさしたる手柄は立てなかった。方臘との戦いの最中、杭州で兄を初めとする六人の頭領が疫病に感染し、穆春と二人で看病のため城に逗留するが、しばらくして看病疲れからか朱富までも倒れてしまい、そのまま回復する事無く死亡した。